# Kritsada Namsuwan
Kritsada Namsuwan (* 9. Dezember 1994) ist ein thailändischer Leichtathlet, der sich auf den Sprint spezialisiert hat.

## Sportliche Laufbahn
Erste internationale Erfahrungen sammelte Kritsada Namsuwan im Jahr 2011, als er bei den Jugendweltmeisterschaften nahe Lille mit 10,92 s im 100-Meter-Lauf in der ersten Runde ausschied und auch mit der thailänschen Sprintstaffel (1000 Meter) in 1:57,19 min nicht das Finale erreichte. Im Jahr darauf erreichte er bei den Juniorenasienmeisterschaften in Colombo über 100 Meter das Halbfinale, in dem er mit 10,88 s ausschied und mit der 4-mal-100-Meter-Staffel in 40,21 s die Goldmedaille gewann. Damit qualifizierte er sich auch für die Juniorenweltmeisterschaften in Barcelona, bei denen er mit der Staffel mit 39,68 s in der Vorrunde ausschied. 2013 nahm er erstmals an den Asienmeisterschaften in Pune teil, scheiterte dort aber mit 10,90 s in der ersten Runde, wie auch bei den Leichtathletik-Hallenasienmeisterschaften 2014 in Hangzhou im 60-Meter-Lauf mit 7,08 s. Anschließend erreichte er bei den Asienspielen im südkoreanischen Incheon mit der Staffel in 39,08 s den vierten Platz.
2015 wurde er bei den Asienmeisterschaften in Wuhan mit der Staffel in 39,98 s Fünfter und 2017 gewann er bei den Asienmeisterschaften in Bhubaneswar in 39,38 s die Silbermedaille hinter dem Team aus China. Zudem erreichte er über 100 Meter das Halbfinale und schied dort mit 11,78 s aus. Anschließend gewann er bei den Südostasienspielen in Kuala Lumpur in 10,43 s die Bronzemedaille im Einzelbewerb hinter dem Malaysier Khairul Hafiz Jantan und Eric Cray von den Philippinen. Zudem siegte er mit der Staffel mit neuem Spielerekord von 38,90 s und nahm daraufhin mit der Staffel auch an der Sommer-Universiade in Taipeh teil, bei der er in 39,22 s auf dem fünften Platz einlief. Im Jahr darauf nahm er mit der Staffel erneut an den Asienspielen in Jakarta teil und erreichte dort nach 39,29 s den sechsten Platz.

## Persönliche Bestleistungen
- 100 Meter: 10,39 s (−1,1 m/s), 7. Januar 2014 in Suphan Buri
  - 60 Meter (Halle): 7,08 s, 15. Februar 2014 in Hangzhou